# Veřejná správa
Veřejná správa je správní činnost související s poskytováním veřejných služeb, řízením veřejných záležitostí na místní i centrální úrovni a zajišťováním záležitostí ve veřejném zájmu. Kromě této správní činnosti (např. vydávání správních aktů) bývají za veřejnou správu označovány též správní orgány, které ji vykonávají, tedy především úřady. V centralistickém pojetí státu byl nositelem veřejné správy pouze stát. V současné době je však veřejná správa rozdělena na státní správu a samosprávu.

## Charakteristika
Veřejná správa je vykonávána ve veřejném zájmu. Činnost veřejné správy je vázána právem i ústavními zásadami (čl. 2 odst. 3 české Ústavy: "Státní moc slouží všem občanům a lze ji uplatňovat jen v případech, v mezích a způsoby, které stanoví zákon" a čl. 2 odst. 2 LZPS: "Státní moc lze uplatňovat jen v případech a v mezích stanovených zákonem, a to způsobem, který zákon stanoví.")

## Vymezení veřejné správy
Existuje několik možných vymezení veřejné správy:
- materiální pojetí:
  - pozitivní vymezení – popis správních úkonů a jejich zobecnění metodami správní vědy. Činnosti, při nichž jsou správní orgány vázány správními předpisy, správními akty a za tuto činnost nesou odpovědnost.
  - negativní vymezení – souhrn činností, které nejsou zákonodárstvím ani soudnictvím ani vládou.
- formální pojetí – činnost institucí označených jako správní úřady s pravomocí řešit veřejné úkoly, nejsou-li přikázány parlamentu nebo soudům.

V moderní demokratické společnosti se vytvořil systém veřejné správy, který má dvě větve, a to větev samosprávy a větev státní správy. Státní správu vykonávají státní orgány.
Veřejnou správou lze chápat jako:
- správa území, státu, kraje, obce
- správa věcí, ke kterým má veřejnost vlastnická práva
- správa veřejných záležitostí
- správa veřejných financí
- správa užívání veřejných objektů a zařízení

## Funkce veřejné správy
- mocenská – realizuje svou moc ve státě prostřednictvím právního řádu a působením státního zřízení,
- ochranná (bezpečnostní) – povinnost zajistit a organizovat vnitřní a vnější bezpečnost a pořádek státu,
- organizační – veřejná správa organizuje záležitosti státní, záležitosti institucí a záležitosti občanů
- regulační – prosazování systému založeném na politickém pluralismu, solidaritě a toleranci
- služba veřejnosti – činnosti poskytované ve veřejném zájmu.

## Veřejná správa v Česku

### Charakteristika
Hlavním nositelem veřejné správy je v Česku stát, který ji ovšem vykonává pouze coby státní správu. Tu vykonává buď přímo (prostřednictvím vlastních služebních úřadů nebo soudů), ale také nepřímo (prostřednictvím územních samosprávných celků, na něž byl výkon státní správy částečně přenesen po zrušení okresních úřadů – tzv. přenesená působnost obcí a krajů). Dělení komplikuje fakt, že ačkoliv ve správním řízení jsou územním samosprávným celkům v agendách přenesené státní správy nadřazeny služební úřady státu, úředníci vykonávající přenesenou působnost na obcích a krajích nejsou zaměstnanci státu, ale obcí a krajů a tím jsou v pracovněprávních vztazích podřízeni vedení územních samosprávných celků, nikoli státu.
Česká veřejná správa tedy funguje jako tzv. spojený (nebo někdy smíšený) model veřejné správy. Tj. státní správu vykonává nejen stát, ale také samosprávy – obce a kraje. Podle míry přenesené působnosti se české obce dělí na obce se základní působností (všechny obce), obce s pověřeným obecním úřadem (388) a obce s rozšířenou působností (205). Působnosti obcí se kumulují, tzn. že obce s rozšířenou působností zároveň vykonávají i působnost obce s pověřeným obecním úřadem a obce se základní působností. Rozšířenou působnost poté vykonávají pro všechny ostatní obce ve svém správním obvodu. Mezi agendy státní správy, které vykonávají obce s rozšířenou působností v přenesené působnosti se řadí např. vydávání osobních dokladů (občanské průkazy, cestovní doklady, řidičské průkazy nebo agendy živnostenského úřadu). Vybrané obce také vykonávají v přesené působnosti státní správu v agendách matričního úřadu, stavebního úřadu nebo Czech POINTu. Mezi další agendy státní správy vykonávané obcemi se například řadí vydávání loveckých a rybářských lístků, povolování kácení dřevin, organizace voleb na místě nebo řešení přestupků. Za výkon státní správy v přenesené působnosti dostávají obce a kraje od státu každoročně finanční příspěvek na výkon státní správy, který je součástí státního rozpočtu. Vedle přenesené působnosti (státní správy) obce a kraje vykonávají další agendy v tzv. samostatné působnosti (tj. agendy samosprávy, např.: hospodaření obce či kraje, investice, rozvoj, péče o zeleň, odpadové hospodářství, kulturní akce, stanovování místních poplatků, vydávání vyhlášek apod.). Do samostatné působnosti nemohou státní subjekty nijak vstupovat; maximálně při kontrole dodržování právních předpisů (zákonů). Právo na samosprávu obcí a krajů je dáno Ústavou ČR.
Rozdíl mezi úředníky státu a úředníky územních samosprávných celků (obcí a krajů) je zásadní, např.: 
- Státní úředníci (resp. zaměstnanci služebních úřadů) se řídí zákonem o státní službě, zatímco úředníci obcí a krajů se řídí zákonem o úřednících územních samosprávných celků. Již fakt, že existují dva zákony značí, že jejich postavení v systému veřejné správy je odlišné.
- Úředníci státu vstupují do služebního poměru (který je bližší spíše pojetí zaměstnání jako u Policie ČR), zatímco úředníci obcí a krajů do běžného pracovního poměru. Toto oddělení například vede k faktu, že stát nedokáže personálně ovlivňovat výkon agend státní správy svěřený obcím a krajům v přenesené působnosti. Tj. zaměstnanci stavebního, matričního nebo živnostenského úřadu jsou zaměstnanci obcí, nikoli státu.
- Odlišný je i způsob prokázání odbornosti k výkonu dané správní činnosti. Úředníci státu skládají tzv. úřednickou zkoušku, zatímco úředníci obcí a krajů skládají tzv. zkoušku zvláštní odborné způsobilosti.
- O počtech zaměstnanců služebních úřadů rozhoduje vláda ČR tzv. systemizací služebních a pracovních míst, zatímco o počtu zaměstnanců obecních, městských a krajských úřadů rozhodují obce a kraje samy.

Naopak pro obě skupiny jsou platné výchozí podmínky odměňování vycházející z nařízení vlády o platových poměrech zaměstnanců ve veřejných službách a správě. O dalších složkách platu (osobní příplatek nebo mimořádné odměny) již ovšem rozhodují daní zaměstnavatelé.

### Rozdělení

#### Státní správa
Státní správu vykonávají:
- ústřední orgány státní správy na ústřední úrovni s působností pro celý stát (např. ministerstva, Úřad pro ochranu osobních údajů, Rada pro rozhlasové a televizní vysílání)
- územní orgány státní správy s místní působností (např. okresní správa sociálního zabezpečení, finanční úřady, katastrální úřady)
- ostatní státní orgány (např. státní fondy).
- jiné subjekty oprávněné k výkonu veřejné správy, jimž stát veřejnou moc deleguje nebo propůjčuje (např. stanice technické kontroly, veřejná stráž).

Z věcného hlediska se rozlišuje státní správa:
- politická resp. všeobecná (např. krajský úřad).
- odborná resp. specializovaná (např. finanční úřad).

Výkonnou moc zajišťují ústřední úřady s působností pro celý stát. V čele některých ústředních úřadů stojí ministr, těmito úřady jsou ministerstva.

#### Samospráva
Samosprávou je výkon veřejné správy (přenesené působnosti) samosprávnými veřejnoprávními korporacemi. Samospráva může být zájmová (profesní) nebo územní. Je to způsob řízení určitého celku, kdy daný subjekt o alespoň některých svých záležitostech rozhoduje sám autonomním způsobem, tedy „spravuje se sám“. Opakem samosprávy je výkon správy (rozhodování o určitých záležitostech) jiným, vnějším subjektem. Výhodou samosprávy je, že je blíže spravovanému subjektu než vnější a centrální řízení, a proto by měla být při zabezpečování lokálních či zájmově vymezených záležitostí efektivnější a levnější.

### Ostatní veřejná správa
Zejména instituce s právní subjektivitou (VZP, ČNB, ČT, ČTK ad.)